# Newtownards

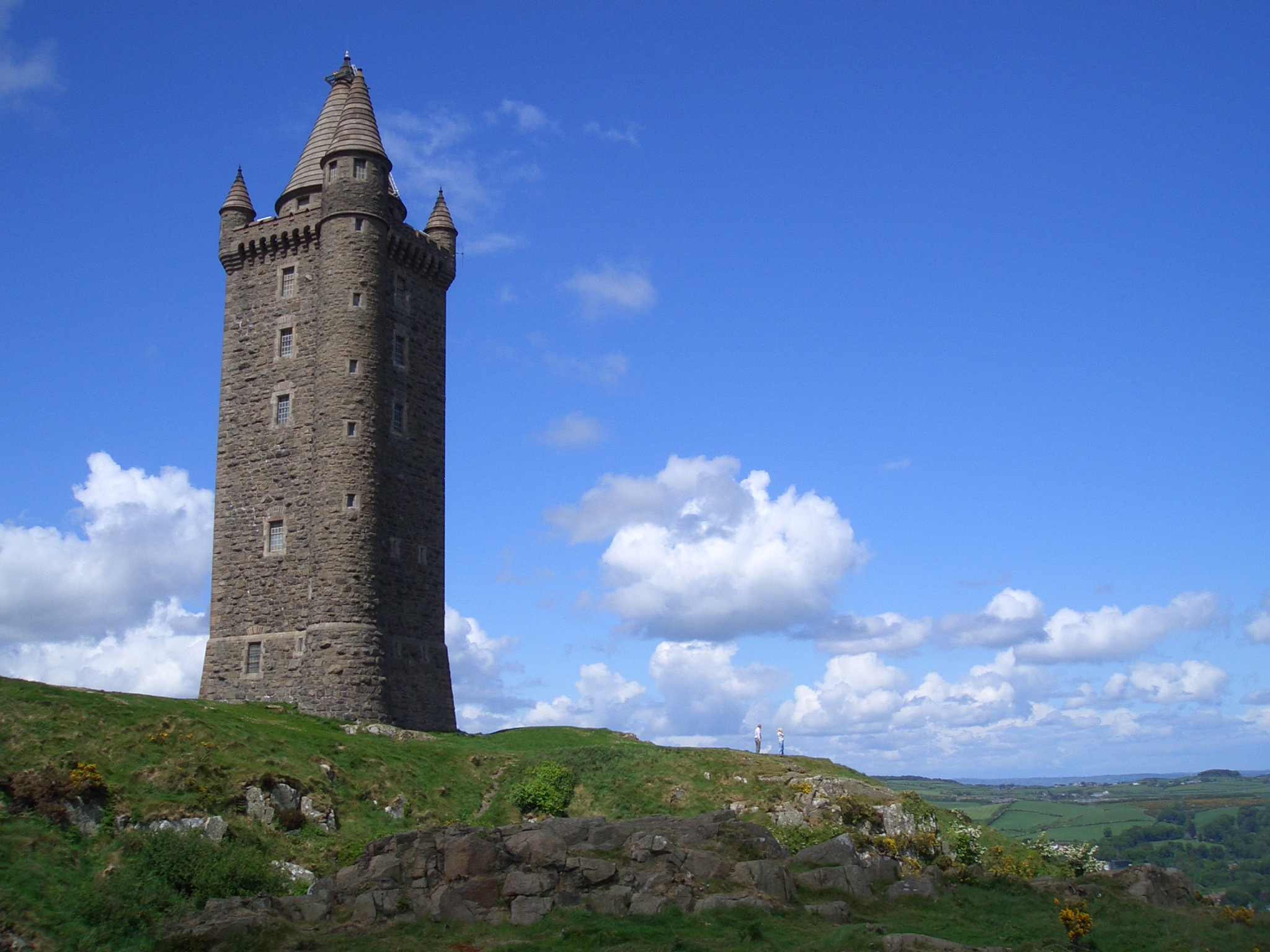
Scrabo Tower – największa atrakcja miasta

Newtownards (irl. Baile Nua na hArda) – miasto w Irlandii Północnej leżące w hrabstwie Down. Miasto znajduje się na najbardziej wysuniętej na północ końcówce Strangford Lough (część Morza Irlandzkiego zamknięta wewnątrz lądu i połączona z morzem tylko bardzo wąskim przesmykiem), około 16 km na wschód od Belfastu, na półwyspie Ards. Według spisu ludności z roku 2001 w mieście w 11 502 gospodarstwach domowych mieszkało 27 821 ludzi. Około 85% populacji to protestanci, a 9% katolicy.